# 로버트 리버모어
로버트 토마스 리버모어, 또는 돈 로베르토 리베르모레, (1799년 11월 3일~1858년 2월 14일) 대영 제국의 출신, 미국 캘리포니아주의 농부이다. 1822년에 알타칼리포르니아로 이민을 갔으며, 멕시코 시민이 되고 베이 에어리어의 유명한 지주가 되었다. 캘리포니아의 도시 리버모어는 그의 이름을 따 지어졌다.

## 일생
로버트 리버모어는 스프링필드, 에섹스에서 로버트 리버모어와 메리 커드워스의 아들로 태어났다.리버모어는 어렸을 적 석공의 견습생이었다. 17살이 되었을 때 바다로 가기로 해 영국 상선의 선원이 되었다.
매릴랜드 볼티모어에 도착해 미 해군에 입대해 남아메리카로 이동했다. 그는 1820년 스페인을 상대로 한 페루 독립 전쟁에서 코크런 경의 선원이었다.
페루에서의 일이 끝난 후, 캘리포니아행의 영국 무역선에 가입하였다.
1822년, 그는 산 페드로에 있는 배에서 탈주했다. 또한 다른 배에서 온 영국인인 스콧 존 길로이(길로이라는 도시의 이름의 유래이다.)를 만나게 되었다. 그때 알타칼리포르니아는 영어를 말하는 사람이 아주 적었다. 또한 그때 리버모어는 미국인 조셉 존 챕맨을 만났다.
리버모어는 한때 미시온 산 가브리엘에서 근무했다가,
북쪽으로 가 카스트로빌 근처에서 호아킨 데 라 토레의 란초 볼사 델 포트레로 이 모로 코호에서 집사(목장 감독)로 일하게 되었다.
1823년 6월 20일, 로버트는 미시온 산타 클라라에서 카톨릭교로써 세례받아, 세례명은 후안 바우티스타 로베르토 이 호세라고 한다.
같은 때, 몬터레이에서 그는 주지사인 파블로 비센테 데 솔라에게 캘리포니아에 남을 권한을 요청해 승인받았다.
1834년, 리버모어와 그의 동업자인 호세 노리에가는 란초 라스 포시타스에서 가축을 가지고 있었으며,
이곳 또한 어도비 건축물을 지었다고 한다.
둘은 1837년 윌리엄 굴낙에게서 토지를 구매했으며, 2년 뒤인 1839년 공식적으로 토지를 받았다. (엄밀히 말하면, 토지는 살비오 파체코에게 팔린 뒤 다시 리버모어에 팔렸다. 그는 그때 멕시코 시민이 아니었기 때문이다.)
그때 리버모어와 호세 아마도르는 그 지역의 유일한 주민이었다(오흘론 원주민들을 제외하면). 그의 오두막은 지금의 더블린과 가까운 곳에 있었다. 호세 아마도르 또한 얼마 전 토지를 받은 사람이었으며, 리버모어와 아마도르는 어도비 건축물을 지을 때 서로를 도와주었다고 한다.
1838년 5월 5일, 미망인인 마리아 호세파 데 헤수스 이게라 몰리나와(Maria Josefa de Jesus Higuera Molina, 1815-1879. 호세 로레토 이게라의 딸, 란쵸 로스 튤라르시토스를 상속받았다.) 미시온 산 호세에서 결혼했다. 그녀의 할아버지 이그나시오 이게라는 1769년 가스파르 데 포르톨라 원정대의 일원이었으며, 후안 바우티스타 데 안자의 1775년-1776년 원정에 동행했었다.
그들은 목장의 오두막들을 정기적으로 관리해야 해, 스놀 밸리에 먼저 정착했으나 그 후 라스 포시타스로 이사했다.
초기에는 리버모어와 아마도르가 지은 어도비 건축물을 오두막으로 사용했다.
그리고 1850년, 케이프 혼 근방에 지어졌던 2층 나무집은 리버모어 부부의 새 집이 되었다.
전에 지었던 어도비 건축물은 나다니엘 그린 패터슨에게 임대되었으며, 작은 호텔로 쓰이며 스놀 밸리의 첫 번째 여가지가 되었다.
오두막의 수입은 소, 가죽, 수지, 농업에서 왔다. 리버모어는 그 지역에서 처음으로 와인 포도를 심었다.
오늘날, 리버모어 밸리는 캘리포니아 최고의 와인 생산지 중 하나이다.
리버모어는 의도적으로, 신중하게 정치 관여를 피했다. 모든 기록은 그가 멕시코인 집단들과 백인 집단 둘 다 좋은 관계를 가지고 있었다고 나타냈으며, 그는 실제로 1844년 멕시코 시민이 되었다. 캘리포니아 정복에 관여한 일은 존 드레이크 슬로트 제독의 말을
서터 요새의 존 C. 프레몬트에게 전한 것 뿐이다.
(내용: 몬터레이는 미군이 차지했으며, 베어 플래그 리볼트 중 노리에가가 서터 요새에 잡혀 있었기 때문일 수 있다.)

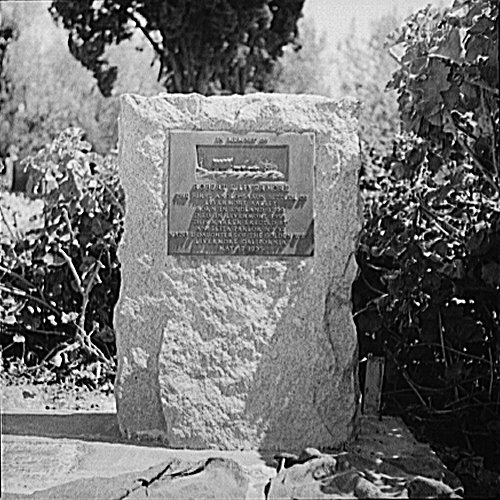
1942년 리버모어의 묘비.본래 묘비의 행방을 잃었을 때이다.

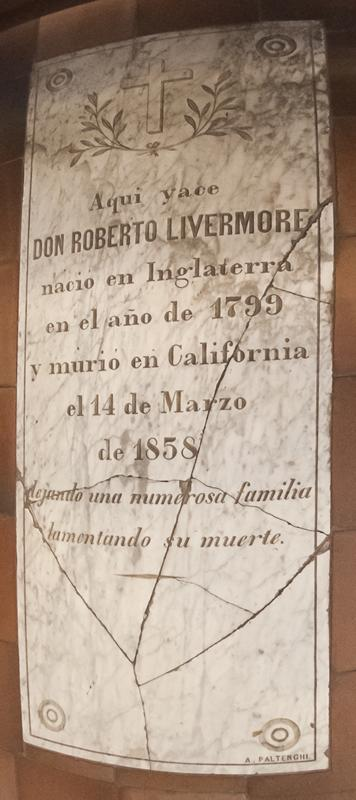
리버모어의 묘비. 현재 미시온에 있다. 여기서는 그의 사망 날짜가 1858년 3월 14일이라고 나와 있다.

캘리포니아 골드 러시가 일어나고 있을 때, 리버모어는 전혀 광부 일에 참여하지 않았다.
대신, 1847년 그와 노리에가는 란초 카냐다 데 로스 바케로스를 구입해 그들의 재산에 더했다. 그들의 땅은 남부 샌프란시스코 베이 에어리어부터 금광까지 이어져, 그 사이에 우체국이 설립되어 2년 동안 쓰였다고 한다.
그는 행인들에 대한 환대와 너그러운 태도로 유명해져, 그가 있었던 곳은 "리버모어의 밸리"로 알려졌다고 한다.
1853년, 캘리포니아에 앨러메다군이 형성되었을 때, 리버모어는 군 도로의 감독으로 임명되었다.
1854년 그는 노리에가의 란쵸 라스 포시타스를 절반 구매하고 그가 가진 란쵸 카냐다 데 로스 바케로스를 노리에가에게 주었다고 한다.

## 사망과 업적
그는 부인인 마리아 호세파와 여덟 명의 아이들을 남기고 1858년에 세상을 떠났다. 미시온 산 호세에 묻혀졌으나, 그의 무덤은 100년간 행방을 잃었다. 1868년에 일어난 헤이워드의 지진으로, 그가 묻혀진 교회는 나무 건축물로 대체되었었다. 1981년에 건축물이 해체되었을 때, 노동자들이 그의 원래 묘비를 발견했다.
로버트 리버모어는 정작 그의 이름을 딴 도시인 리버모어에서는 산 적이 없다. 윌리엄 멘덴홀은 프레몬트를 탐험하며 리버모어를 만났으며, 1869년에 마을을 설립할 때 리버모어의 이름을 따서 명명했다. 또한 그의 이름은 로렌스 리버모어 연구소에도 쓰였으며, 간접적으로 116번째 원소 리버모륨의 이름에 영향을 주었다. '로버트 리버모어'라는 호두 품종도 있다.
리버모어의 포르톨라 공원에는 리버모어 기념비가 있다. 이 기념비는 캘리포니아의 역사유적지 중 하나이기도 하다.

## 참고
1. 그는 1799년 12월 15일에 첫 세례를 받았다. 당시 그는 생후 6주였다고 한다.